# Notion
Pour les articles homonymes, voir Notion (homonymie).
Une notion est une connaissance superficielle, approximative. Elle est la représentation (langagière ou mentale) d'objets réels et de phénomènes dans leurs caractéristiques et relations essentielles. Elle peut former une proposition avec une autre notion. C'est une connaissance élémentaire, souvent tirée d'observations empiriques. Elle est donc moins élaborée et abstraite que le concept. Cela s'applique essentiellement en philosophie.
Néanmoins, apparenté au latin nosco, ce terme signifie aussi la connaissance en tant qu'état cognitif d'un sujet, sans toujours préjuger du degré d'exactitude ou de la validité du prédicat qu'il constitue.